# 宗泰院
宗泰院（そうたいいん）は、東京都杉並区にある曹洞宗の寺院。

## 概要
1593年（文禄2年）、格峰泰逸によって開山した。元々は麹町表四番町（現・東京都千代田区四番町）に位置していた。1616年（元和2年）、旗本の屋敷用地になったので、市ヶ谷左内坂（現・新宿区市谷左内町）に移転した。
当寺は武家の檀家が多かったので、「槍小屋」とか「馬小屋」などの武家の参詣に対応した施設を持っていた。
1909年（明治42年）、陸軍士官学校（現・防衛省市ヶ谷地区）拡張工事のため、長龍寺とともに現在地に移転した。

## 墓所
- 鈴木重明（剣術家）
- 松ヶ根（大相撲年寄名跡）
- 東関（大相撲年寄名跡）

## 交通アクセス
- 地下鉄丸ノ内線新高円寺駅より徒歩6分。
- 中央線快速・高円寺駅より徒歩10分